# Cem Akkanat
Cem Akkanat (* 26. Juni 1980) ist ein belgisch-türkischer Schauspieler.

## Leben und Karriere
Akkanat wurde am 26. Juni 1980 geboren. Sein Debüt gab er 2007 in dem Film Vermist. Anschließend war er 2008 in der gleichnamigen Serie zu sehen. Im selben Hahr spielte er in Los mit. Außerdem bekam er 2012 in dem Film Mixed Kebab die Hauptrolle.
Neben seiner Muttersprache Türkisch und Niederländisch spricht er noch Englisch, Deutsch, Spanisch und Französisch.

## Filmografie
Filme
- 2007: Vermist
- 2008: Los
- 2012: Mixed Kebab

Serien
- 2008: Vermist